# Хеммерле, Элиза
Элиза Хеммерле (нем. Elisa Hämmerle, 10 декабря 1995, Лустенау, Австрия) — австрийская спортивная гимнастка. Спортсменка года по версии Австрийской ассоциации гимнастики (2019, 2020).

## Спортивная карьера
Будучи чемпионкой Австрии Хеммерле квалифицировалась на первые летние Олимпийские игры среди спортсменов-юниоров, которые состоялись в Сингапуре в августе 2010 года и заняла 12 место. На Чемпионате Европы по спортивной гимнастике 2013 года в Москве она заняла 23 место. Принимала участие в Чемпионате мира по спортивной гимнастике 2015 года в Глазго. Из-за травмы, полученной во время тренировки, она не смогла квалифицироваться на Летние Олимпийские игры 2016 в Рио-де-Жанейро. Будучи лучшей австрийской гимнасткой на Чемпионате мира по спортивной гимнастике 2019 года в Штутгарте Хеммерле квалифицировалась на Летние Олимпийские игры 2020 года, которые пройдут в Токио.
Является 19-кратной чемпионкой Австрии.